# Rock Harbour
Ne doit pas être confondu avec Rocky Harbour.
Rock Harbour est une petite communauté canadienne située sur la péninsule de Burin de l'île de Terre-Neuve dans la province de Terre-Neuve-et-Labrador. En 2007, la population de Rock Harbour était autour de 65 habitants avec seulement trois enfants sous l'âge de 10 ans.